# Tata Mustangs 2010
Questa voce raccoglie le informazioni riguardanti i Tata Mustangs nelle competizioni ufficiali della stagione 2010.

## Maschile

### Divízió II 2010

#### Stagione regolare
| 3 aprile 2010 1ª giornata | Tata Mustangs | 36 – 21 | Budapest Cowboys 2 |  |

| 24 aprile 2010 4ª giornata | Békéscsaba Raptors | 24 – 6 | Tata Mustangs |  |

| 8 maggio 2010 6ª giornata | Budapest Wolves 2 | 0 – 22 | Tata Mustangs |  |

| 22 maggio 2010 8ª giornata | Tata Mustangs | 0 – 34 | Miskolc Steelers |  |

| 5 giugno 2010 10ª giornata | Fehérvár Enthroners | 38 – 0 | Tata Mustangs |  |

| 19 giugno 2010 12ª giornata | Tata Mustangs | 15 – 6 | Budapest Eagles |  |

### Statistiche di squadra
| Competizione      | %Vittorie | In casa | In casa | In casa | In casa | In casa | In casa | In trasferta | In trasferta | In trasferta | In trasferta | In trasferta | In trasferta | Totale | Totale | Totale | Totale | Totale | Totale |
| Competizione      | %Vittorie | G       | V       | N       | P       | Pf      | Ps      | G            | V            | N            | P            | Pf           | Ps           | G      | V      | N      | P      | Pf     | Ps     |
| ----------------- | --------- | ------- | ------- | ------- | ------- | ------- | ------- | ------------ | ------------ | ------------ | ------------ | ------------ | ------------ | ------ | ------ | ------ | ------ | ------ | ------ |
| Stagione regolare | .500      | 3       | 2       | 0       | 1       | 51      | 61      | 3            | 1            | 0            | 2            | 28           | 62           | 5      | 3      | 0      | 3      | 79     | 123    |
| Totale            | .500      | 3       | 2       | 0       | 1       | 51      | 61      | 3            | 1            | 0            | 2            | 28           | 62           | 6      | 3      | 0      | 3      | 79     | 123    |